# Maglia Elysium

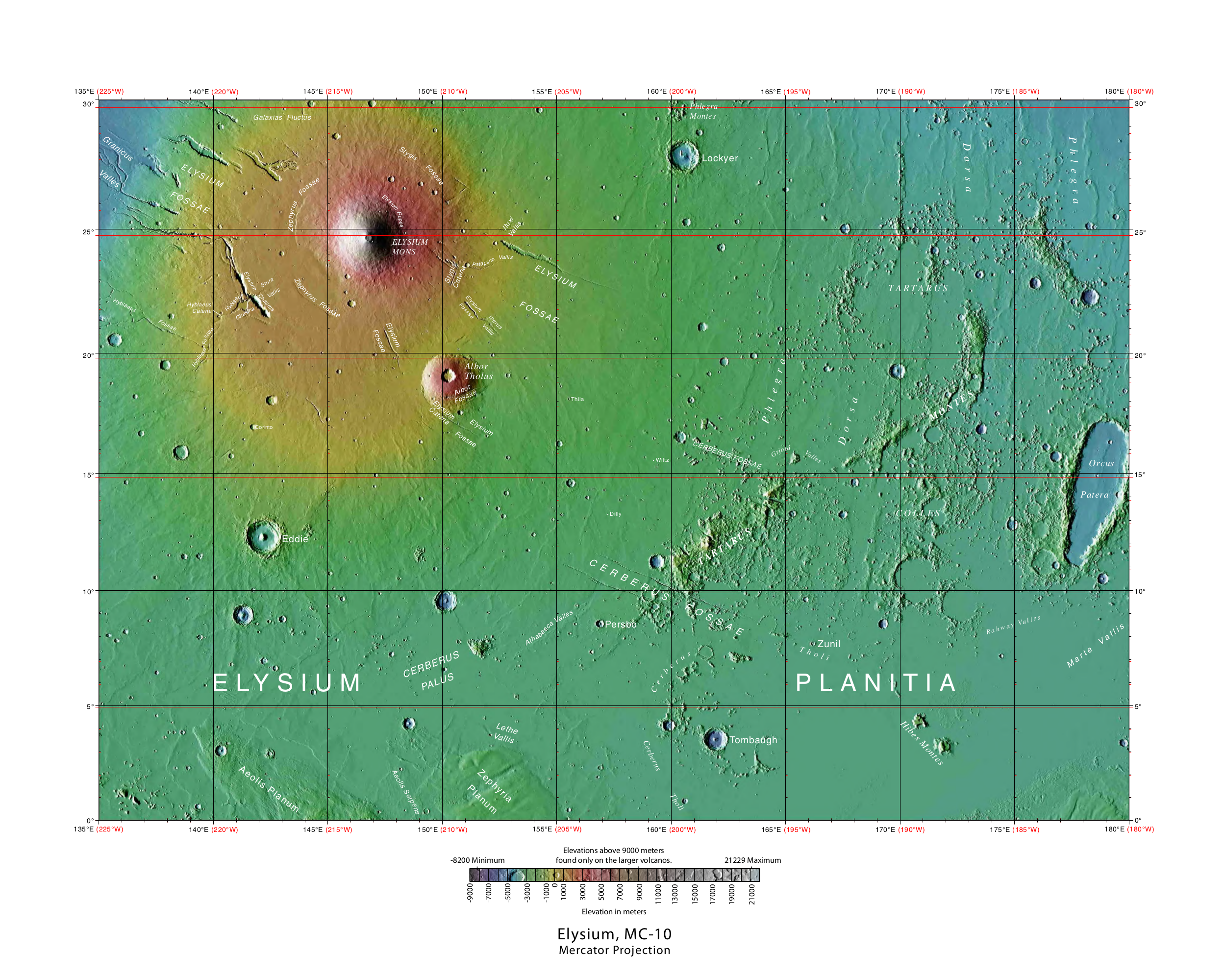
Mappa di MC-15 elaborata dallo strumento Mars Orbiter Laser Altimeter (MOLA) della sonda Mars Global Surveyor (2012). I picchi più elevati sono in rosso e i punti più profondi in blu.

La maglia Elysium è la regione di Marte che occupa la zona tra i 135° e i 180° di longitudine est e tra i 0° e i 30° di latitudine nord ed è classificata col codice MC-15.
Il suo nome deriva dall'omonima Planitia, principale elemento della regione.

## Elementi geologici
La maglia è caratterizzata da una densità molto bassa di crateri meteoritici, ed è una delle zone geologicamente più giovani del pianeta, in particolare le Athabasca Valles contengono i segni di una delle più recenti alluvioni laviche del pianeta. Elementi di risalto sono la Elysium Planitia, che ricopre quasi interamente la maglia, e i vulcani Elysium Mons e Albor Tholus.

## Esplorazione
A novembre del 2018 è atterrata la sonda InSight, fornendo immagini delle zone prossime al luogo di atterraggio e conducendo una serie di esperimenti sul sottosuolo per determinare la presenza di attività sismica.